# Cursino
Cursino é um distrito situado na zona sudeste do município brasileiro de São Paulo. Parte do distrito é ocupada pelo Parque Estadual Fontes do Ipiranga, onde estão localizados o Jardim Zoológico e o Jardim Botânico. O distrito é atendido pela Linha 2-Verde do Metrô na Estação Santos-Imigrantes.
O distrito possui esse nome em homenagem a André Cursino, um fazendeiro que possuía uma grande propriedade na região, construída entre o final do século XIX e o começo do século XX. A avenida principal do distrito também esse recebe esse nome pelo mesmo motivo.

## Bairros
Bairros do Cursino:
- Água Funda
- Vila Água Funda
- Conjunto dos Bancários

- Bosque da Saúde (Parte Leste da Av. Dr. Ricardo Jafet)
- Vila Brasilina
- Vila Brasílio Machado
- Cursino
- Vila Firmiano Pinto
- Vila Gumercindo
- Vila Moraes
- Jardim Previdência
- Vila Santo Stefano
- Jardim São Miguel
- Parque da Saúde
- Saúde
- São Salvador
- Jardim da Saúde
- Vila Simões

## Demografia
Evolução demográfica do distrito do Cursino

## Distritos limítrofes
- Vila Mariana (Noroeste)
- Ipiranga (Nordeste)
- Sacomã (Leste)
- Jabaquara (Sudoeste)
- Saúde (Oeste)

## Municípios limítrofes
- São Bernardo do Campo (Sudeste)
- Diadema (Sul)